# Svante Arrhenius
Svante Arrhenius (19 tháng 2 năm 1859 - 2 tháng 10 năm 1927) là nhà hóa học người Thụy Điển. Ông là người đã đoạt giải Nobel Hóa học năm 1903. Ông là người đưa ra các khái niệm mới về acide, base và muối thông qua thuyết Arrhenius. Thuyết này dựa trên sự điện li của các chất nói trên để định nghĩa về chúng. Ông còn là người đã khiến Dmitri Mendeleev mất cơ hội giành giải Nobel chỉ vì những mâu thuẫn không đáng có. Cụ thể là Mendeleev đã bác bỏ lý thuyết điện của Arrhenius. Để trả thù, với sức nặng của mình đối với Ủy ban Nobel Hóa học dù không phải là thành viên của nó, nhà khoa học người Thụy Điển cũng không công nhận sự quan trọng của bảng tuần hoàn các nguyên tố hóa học, phát minh lớn nhất của Mendeleev. Thế là giải Nobel Hóa học 1906 rơi vào tay của Henri Moissan, nhà hóa học người Pháp và 1907 rơi vào tay của Eduard Buchner, nhà hóa học và enzyme học người Đức. Và giải Nobel lại bỏ sót một thiên tài trong hóa học để tôn vinh.